# 階加
在数学中，正整数的阶加（英語：Termial）是所有小于及等于该数的正整数的和，计为n?。例如：
{\displaystyle 5?=5+4+3+2+1=15\,.}
根据空和的惯例，0?的值为0。
该术语是由高德纳在《计算机程序设计艺术》中创造的。它是从1到n的整数的积的階乘函数的加法模拟。他用它来说明域从正整数到实数的扩展。
正整数的阶加也称为三角形數。最初的几个（OEIS數列A000217）是
0, 1, 3, 6, 10, 15, 21, 28, 36, 45, 55, 66, 78, 91, 105, 120, 136, 153, 171, 190, 210, 231, 253, 276, 300, 325, 351, 378, 406, 435, 465, 496, 528, 561, 595, 630, 666...

## 历史
18世纪以来，萊昂哈德·歐拉（Leonhard Euler）和其他一些数学家一直试图将阶乘函数的域扩展到实数甚至复数，并最终提出了Γ函数。1997年，高德纳在他的《计算机程序设计艺术》引入了阶加函数n?，作为阶乘的加法模拟，以便说明域扩展的含义。

## 定义
阶加函数由和定义
{\displaystyle n?=1+2+3+\cdots +(n-2)+(n-1)+n\,,}
最初整数n ≥ 1。这可以用求和符号表示为
{\displaystyle n?=\sum _{i=1}^{n}i.}
从这些公式，可以得出遞迴關係式
{\displaystyle n?=n+(n-1)?\,.}
例如：
{\displaystyle {\begin{aligned}5?&=5+4?\\6?&=6+5?\\50?&=50+49?\end{aligned}}}
可以使用等差数列的求和公式来计算阶加函数：
{\displaystyle n?={\frac {n(n+1)}{2}}\,.}
例如：{\displaystyle 100?={\frac {100\times 101}{2}}=5050}

### 零的阶加
为了将递推关系扩展到n = 0，有必要定义
{\displaystyle 0?=0}
所以
{\displaystyle 1?=1+0?=1.}

### 非整数的阶加
非整数值的阶加函数也可以使用公式{\displaystyle n?={\frac {n(n+1)}{2}}}。
例如：{\displaystyle ({\frac {1}{2}})?={\frac {3}{8}}}

## 应用领域
阶加在数学中不常使用，但它仍然在一些领域应用，如组合数学。
- 对于n个不同的元素，組合2个元素的方法数量等于(n − 1)?。这就是说

{\displaystyle {n \choose 2}=(n-1)?\,.}
- 在玩4個4时，阶加可以是找到所需表达式的有用工具，尤其是在规则不允许使用小數點和平方根的情况下（这是因为数字0和2是不可用的）。例如：

{\displaystyle 13=4?+4-4\div 4}
{\displaystyle 18=4!+4?-4\times 4}

## 阶加的和和函数

### 双阶加
类似于双阶乘，所有奇数直到某个正奇整数n的和称为n的双阶加，和表示为n??。定义为
{\displaystyle (2k-1)??=\sum _{i=1}^{k}(2i-1)=1+3+5+\cdots +(2k-3)+(2k-1)\,.}
例如：{\displaystyle 9??=1+3+5+7+9=25}.
n = 1, 3, 5, 7,...的双阶加是平方数序列。它开始为
1, 4, 9, 16, 25, 36, 49,...（OEIS數列A000290）

### 质数阶加
质数阶加可以作为質數階乘的一个类似物，表示为n§。它被定义为小于或等于n的质数之和，即
{\displaystyle n\S =p_{\pi (n)}\S =\sum _{i=1}^{\pi (n)}p_{i}\,,}
{\displaystyle \pi (n)}是素数计数函数。
例如：{\displaystyle 11\S =p_{5}\S =2+3+5+7+11=28}
前几个结果是
0, 2, 5, 10, 17, 28, 41,...（OEIS數列A007504）

### 倒数阶加
倒数阶加定义为前n个正整数的倒数之和。它等于第n个調和數。
{\displaystyle \sum _{i=1}^{n}{\frac {1}{i}}=1+{\frac {1}{2}}+{\frac {1}{3}}+\cdots +{\frac {1}{n}}=H_{n}.}
例如：{\displaystyle \sum _{i=1}^{3}{\frac {1}{i}}=1+{\frac {1}{2}}+{\frac {1}{3}}={\frac {11}{6}}.}